# Yana Vagner
Pour les articles homonymes, voir Vagner.
Yana Mikhailovna Vagner (en russe : Яна Михайловна Вагнер, en tchèque : Jana Vagnerová) est une journaliste et écrivain russe, née le 8 octobre 1973 à Moscou (URSS).

## Biographie
Yana Vagner, de père russe et mère tchèque, fait ses études à l'Université d'État des sciences humaines de Russie, où elle obtient son diplôme en 1994. Elle travaille ensuite comme animatrice d'émissions de radio, comme traductrice-interprète ou comme responsable d'une entreprise de logistique disparue à la suite de la crise de 2008-2010 en Russie (ru).
Après cet événement, elle commence à écrire chapitre par chapitre publié sur son blog[Quand ?].
En 2015, elle est nommée pour Vongozero au Prix national du bestseller (ru) en Russie. En France, sa traductrice Raphaëlle Pache obtient une mention spéciale au Prix Russophonie de la meilleure traduction dans la même année.

## Adaptation
En 2019, le roman Vongozero (Вонгозеро) est adapté en série télévisée russe To the Lake (Эпидемия pour la chaîne russe Premier.

### Documentation
- Agathe de Laystyns, « Entretien avec Yana Vagner (Vongozero) », sur lelitteraire.com, 7 octobre 2014.

### Liens web
- Site officiel
- Ressource relative à la littérature :   - NooSFere
- Notices d'autorité :   - VIAF
  - ISNI
  - BnF (données)
  - IdRef
  - LCCN
  - GND
  - Pologne
  - NUKAT
  - Suède
  - Norvège
  - Tchéquie
  - Lettonie
  - WorldCat